# Gorochowez
Gorochowez (russisch Гороховец) ist eine Stadt in der Oblast Wladimir (Russland) mit 14.016 Einwohnern (Stand 14. Oktober 2010).

## Geografie
Die Stadt liegt etwa 150 km östlich der Oblasthauptstadt Wladimir am rechten, hohen Ufer der Kljasma, eines linken Nebenflusses der in die Wolga mündenden Oka.
Gorochowez ist Verwaltungszentrum des gleichnamigen Rajons.

## Geschichte

### Allgemeines

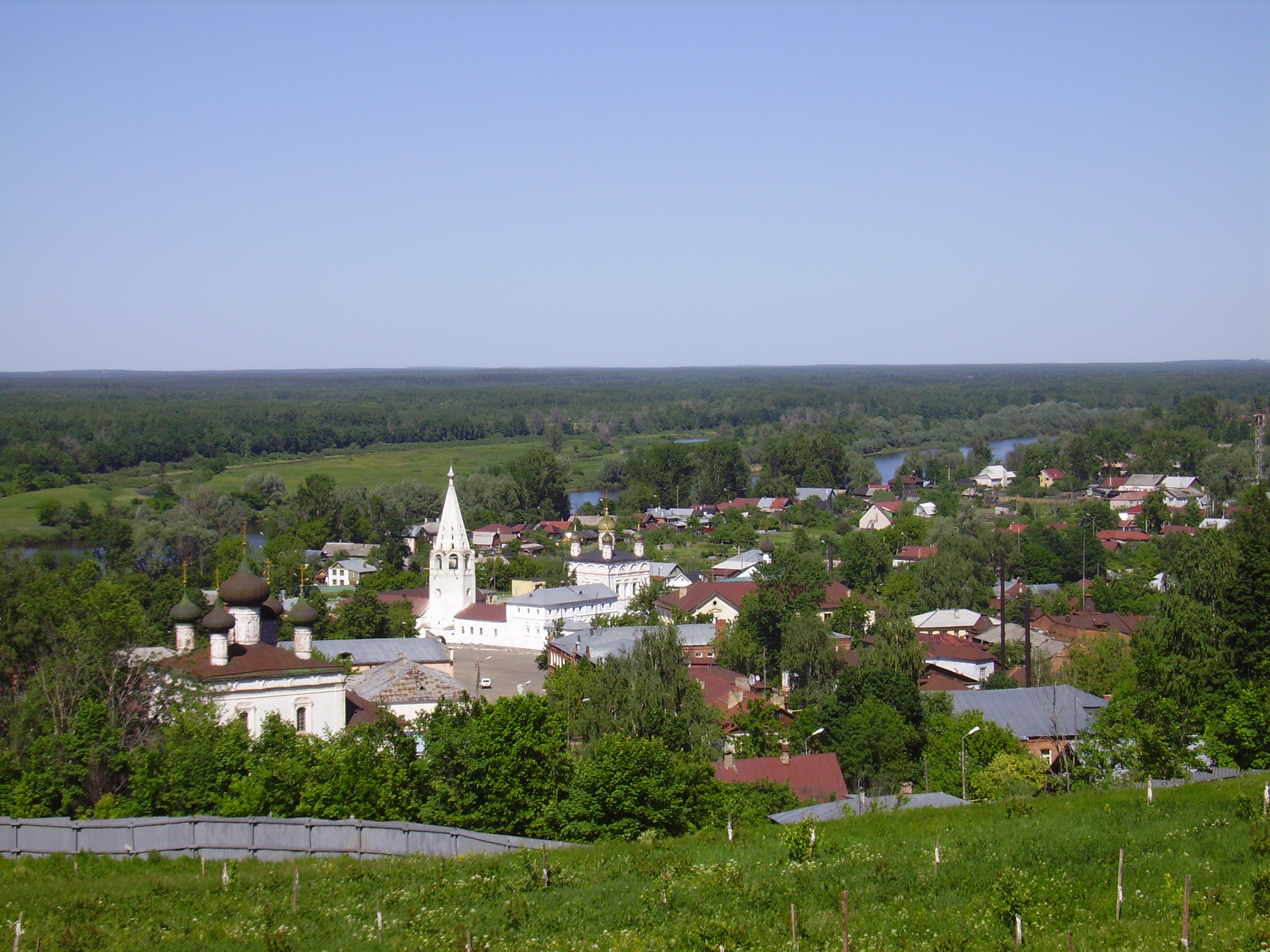
Blick vom Nikolaiberg auf den tiefer gelegenen Stadtteil

Gorochowez wurde erstmals 1158 als Stützpunkt im Osten des Fürstentums Wladimir-Susdal urkundlich erwähnt und galt faktisch als Stadt. 1239 wurde es von den Mongolen zerstört.
Im 14. Jahrhundert wurde Gorochowez von Nischni Nowgorod aus verwaltet, bis das Fürstentum 1392 an das Großfürstentum Moskau angeschlossen wurde. Bis 1619 behielt es seine militärischen Funktionen als Festung.
Seine Blütezeit hatte der Ort im 17. Jahrhundert, als er für seine Gerbereien, Webereien und das Schmiedehandwerk bekannt war. 1778 erhielt er das formelle Stadtrecht als Verwaltungszentrum eines Kreises (Ujesds).
Im 19. Jahrhundert war Gorochowez lokales Handelszentrum eines landwirtschaftlichen Gebietes, hauptsächlich für Getreide und Lein.

### Bevölkerungsentwicklung
| Jahr | Einwohner |
| ---- | --------- |
| 1897 | 2.297     |
| 1939 | 5.768     |
| 1959 | 9.891     |
| 1970 | 13.955    |
| 1979 | 14.955    |
| 1989 | 15.783    |
| 2002 | 14.524    |
| 2010 | 14.016    |

Anmerkung: Volkszählungsdaten (1939 gerundet)

## Kultur und Sehenswürdigkeiten

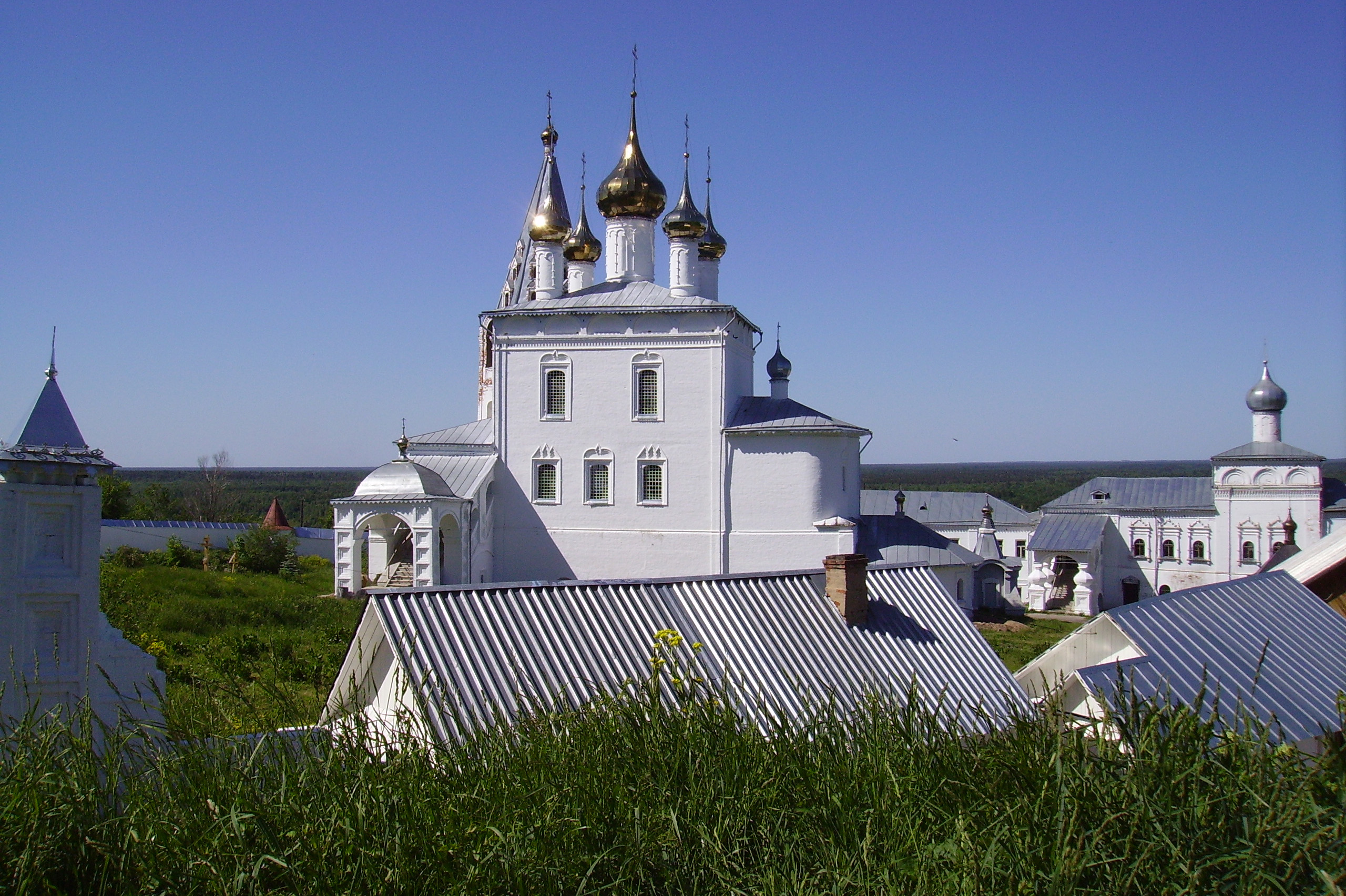
Nikolai-Kloster in Gorochowez

Da der wirtschaftliche Aufschwung des späten 19. Jahrhunderts und die Industrialisierung der sowjetischen Periode auf die Stadt nur relativ geringe Auswirkungen hatten, ist das alte Stadtbild gut erhalten.
Zu den Baudenkmälern gehören das 1643 gegründete Nikolaikloster (Никольский монастырь/Nikolski monastyr) mit der Dreifaltigkeits-Nikolai-Kirche (Троице-Никольская церковь/Troize-Nikolskaja zerkow) von 1681 bis 1686, die Auferstehungskirche (Воскресенская церковь/Woskressenskaja zerkow) aus dem letzten Viertel des 17. Jahrhunderts, die Mariä-Verkündigungs-Kathedrale (Благовещенский собор/Blagoweschtschenski sobor) von 1700 sowie das Kloster der Darstellung des Herrn (Сретенский монастырь/Sretenski monastyr) mit der gleichnamigen Kirche von 1689. Etwa zwei Dutzend erhaltene steinerne Kaufmannshäuser stammen ebenfalls aus der zweiten Hälfte des 17. Jahrhunderts.
Die Stadt besitzt ein Historisches und Architekturmuseum sowie ein Naturmuseum.

## Wirtschaft und Infrastruktur

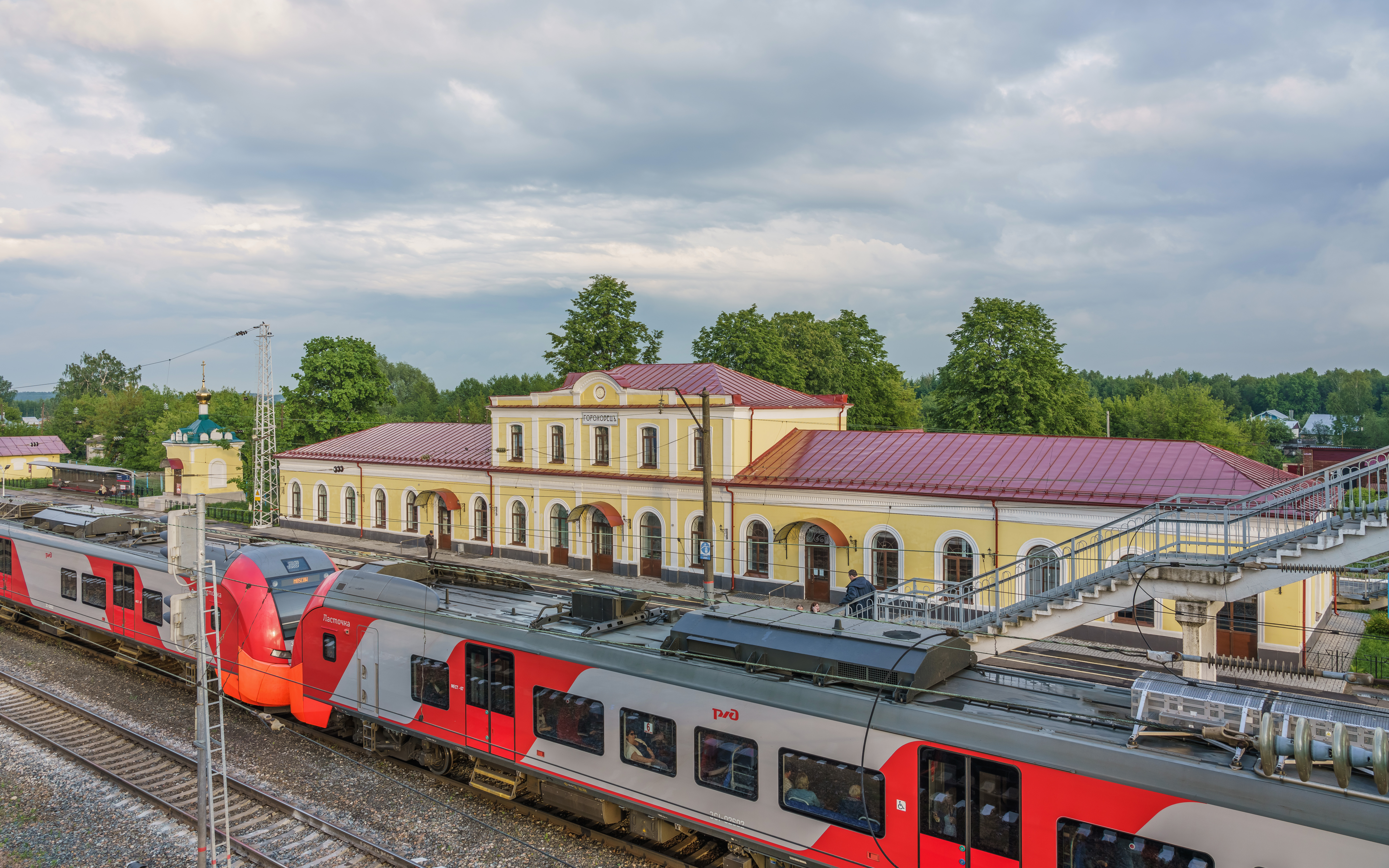
Bahnhof Gorochowez

In Gorochowez gibt es ein Werk für Hebezeuge, eine Schiffswerft sowie Betriebe der Lebensmittelindustrie.
Der Tourismus spielt in der manchmal zum Goldenen Ring gezählten Stadt eine bedeutende Rolle.
Der Bahnhof der Stadt liegt zwölf Kilometer entfernt beim Dorf Welikowo an der 1862 eröffneten Eisenbahnstrecke Moskau–Nischni Nowgorod (Streckenkilometer 363), auf der heute ein Großteil der Züge der Transsibirischen Eisenbahn auf ihrem Westteil ab Moskau verkehrt.
Durch Gorochowez führt die Fernstraße M7 Moskau–Nischni Nowgorod–Kasan–Ufa (Teil der Europastraße 22).

## Persönlichkeiten
- Fjodor Sawarenski (1881–1946), Hydrogeologe, Ingenieurgeologe und Hochschullehrer